# Courmangoux

Courmangoux este o comună în departamentul Ain din estul Franței.